# لورا کلاریج
لورا کلاریج (انگلیسی: Laura Claridge؛ زادهٔ ۱ ژانویهٔ ۱۹۵۲) نویسنده، و زندگی‌نامه‌نویس اهل ایالات متحده آمریکا است. شهرت عمده او به‌خاطر نوشتن زندگی‌نامه افراد مشهوری چون آرت دکو، تامارا د لمپیکا و نورمن راکول است. او تا سال ۱۹۹۷ استاد مدعو زبان انگلیسی در آکادمی نیروی دریایی آمریکا بود. او موفق به دریافت جایزه موقوفه ملی علوم انسانی شده و در سال ۲۰۰۸ برای نوشتن زندگی‌نامه امیلی پست مفتخر به دریافت جایزه جی آنتونی لوکاس از بنیاد روزنامه‌نگاری نیمن دانشگاه هاروارد شد. او تاکنون در نشریاتی چون وال‌استریت جورنال، بوستون گلوب، لس آنجلس تایمز و کریسچن ساینس مانیتور به نویسندگی پرداخته است. برنامه‌های او از شبکه‌هایی چون ان‌بی‌سی (برنامه امروز)، سی‌ان‌ان، بی‌بی‌سی، سی‌بی‌اس، ان‌پی‌آر و ای‌بی‌سی پخش شده است.